# آبل پوسه
آبل پوسه (به اسپانیایی: Abel Posse) (زادهٔ ۷ ژانویه ۱۹۳۴ در کوردوبای آرژانتین – درگذشته ۱۴ آوریل ۲۰۲۳) از دیپلمات‌ها و نویسندگان آرژانتین بود.
دومین رمان او به نام دهان ببر (La boca del Tigre) معروفیت یافت.

## از سخنان وی
«چیزی که همیشه برای من جذاب بوده، لحظه‌ای است که زبان متوقف می‌شود. و چه مانعی می‌تواند جریان آن را متوقف کند؟ فقط یکی، مرگ. فعل انسان قبل از آن متوقف می‌شود، و این همه است. قبل از مرگ است که هنر واقعی ظهور می‌کند. در سکوت… و سپس همه چیز دوباره شروع می‌شود، بله، و زبان تبدیل به ادبیات می‌شود.»